# Georgi Sergejewitsch Golizyn

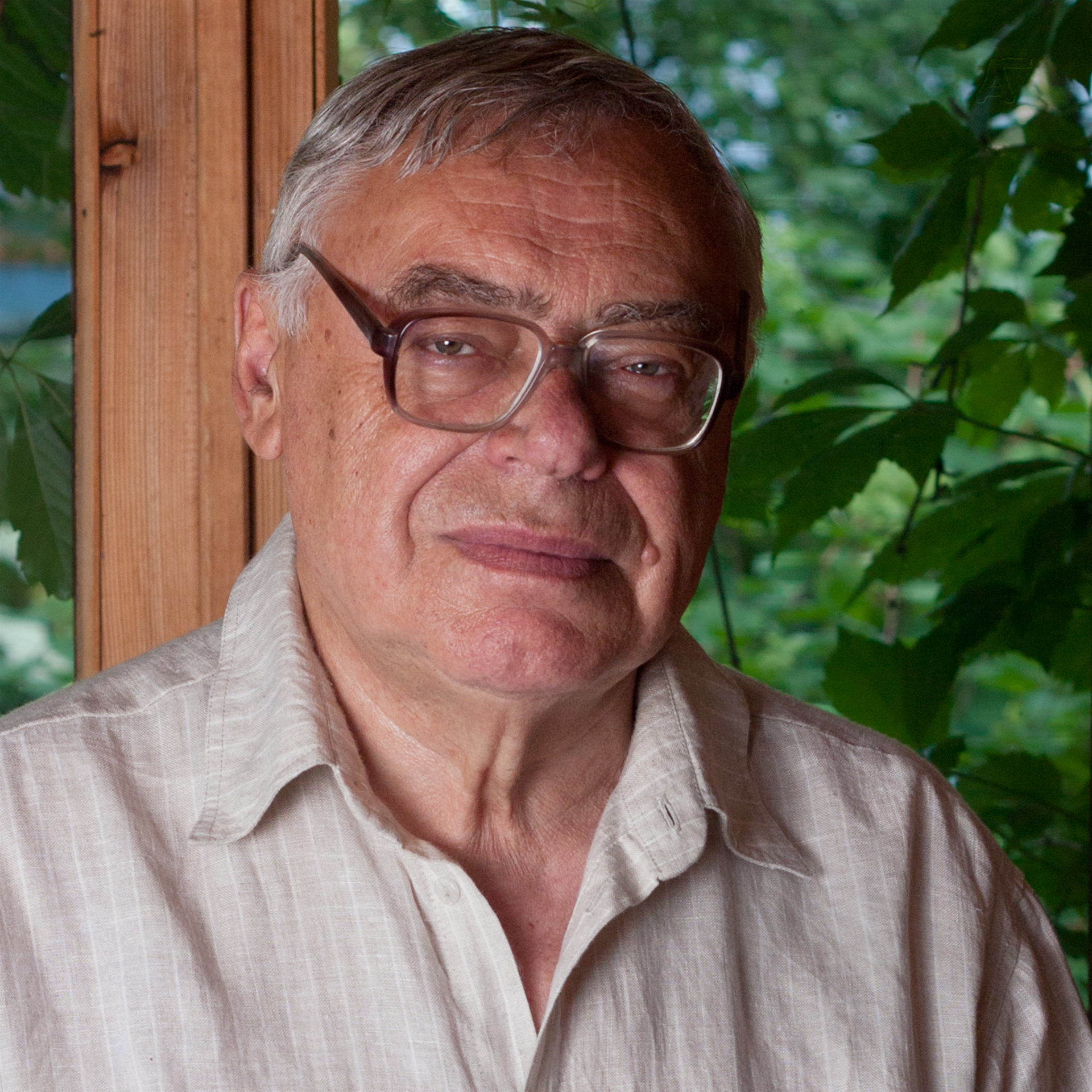
Georgi Golizyn (2011)

Georgi Sergejewitsch Golizyn (russisch Георгий Сергеевич Голицын; * 23. Januar 1935 in Moskau) ist ein russischer Physiker.

## Leben
Golizyns Eltern waren der Ingenieur-Topograf und Schriftsteller Sergei Michailowitsch Golizyn aus der alten Fürstenfamilie Golizyn und die Eisenbahnerstochter Klawdija Michailowna geborene Bawykina. Er hatte einen jüngeren Bruder Michail. Im Mai 1941 kam er mit seiner Mutter in das Dorf Pogost (Oblast Wladimir), wo sich sein Vater mit einer Explorationsgruppe befand, seine Mutter nun als Lageristin arbeitete und er im September 1942 in die Schule kam. Im Oktober 1945 kehrte er mit Mutter und Bruder nach Moskau zurück. Nach dem Abschluss der 126. Mittelschule 1952 mit einer Goldmedaille hatte er die Zulassung zur Lomonossow-Universität Moskau (MGU), zum Moskauer Kernforschungsinstitut (MIFI) und zum Moskauer Institut für Physik und Technologie (MFTI). Nach einem Gespräch mit Grigori Samuilowitsch Landsberg entschied er sich für die physikalische Fakultät der MGU. Das Studium schloss er bei Kirill Petrowitsch Stanjukowitsch 1958 ab.
Nach dem Studium trat Golizyn in das 1955 gegründete Institut für Atmosphärenphysik der Akademie der Wissenschaften der UdSSR (AN-SSSR) ein, wo er zum Laboratoriumsleiter aufstieg. 1961 wurde er Kandidat der physikalisch-mathematischen Wissenschaften. Er untersuchte die Bewegung der Atmosphären der Planeten des Sonnensystems. Er sagte die kleine Temperaturänderung und die hohen Windgeschwindigkeiten während des Venustages voraus. Er entwickelte ein Modell zum Studium der Staubstürme auf dem Mars. Er zeigte, dass die sibirischen Waldbrände 1915 zu einer globalen Temperatursenkung führten.
1972 wurde Golizyn Doktor der physikalisch-mathematischen Wissenschaften. 1979 wurde er Korrespondierendes Mitglied der AN-SSSR. Er war einer der fähigsten Schüler des Institutsdirektors Alexander Michailowitsch Obuchow. Neben seiner Forschungstätigkeit lehrte er und wurde 1981 Professor. Er ist Editor-in-Chief der Springer-Zeitschrift Izvestiya, Atmospheric and Oceanic Physics. Im Mai 1983 trat er als einer der Ersten mit einem Bericht über die klimatischen Folgen eines Atomkrieges (Nuklearer Winter) hervor. 1987 wurde er Wirkliches Mitglied der AN-SSSR. 1990 wurde er nach dem Tode des Institutsdirektors Obuchow 1989 dessen Nachfolger. 2009 ging er in den Ruhestand. Sein Nachfolger wurde Igor Iwanowitsch Mochow.
Als Vertreter der Familie Golizyn ist Golizyn Vorsitzender des Kuratoriums der Mildtätigen Schwestern des Heiligen Demetrios von Thessaloniki. Mit anderen gründete Golizyn die Moskauer Abteilung der wissenschaftlichen Gesellschaft Sigma Xi. Seit 2000 ist er Mitglied der Academia Europaea. Zusammen mit den Korrespondierenden Mitgliedern der Russischen Akademie der Wissenschaften (RAN) Gennadi Wassiljewitsch Malzew und Felix Feodossjewitsch Kusnezow und den Wirklichen Mitgliedern der RAN (Akademiker) Timur Magometowitsch Enejew und Georgi Alexandrowitsch Sawarsin trat Golizyn mit dem 2007 veröffentlichten Offenen Brief der 10 Akademiker Jewgeni Borissowitsch Alexandrow, Schores Iwanowitsch Alfjorow, Garri Israilewitsch Abelew, Lew Mitrofanowitsch Barkow, Andrei Iwanowitsch Worobjow, Witali Lasarewitsch Ginsburg, Sergei Georgijewitsch Inge-Wetschtomow, Eduard Pawlowitsch Krugljakow, Michail Wissarionowitsch Sadowski und Anatoli Michailowitsch Tscherepaschtschuk an Putin gegen die Klerikalisierung des Landes hervor.

## Ehrungen, Preise
- Friedmann-Preis der AN-SSSR (1990)
- Demidow-Preis (1996)
- Honorary Scholar des IIASA (1997)
- Orden der Ehre (1999)
- Alfred Wegener Medal der European Geosciences Union (2005)
- Verdienstorden für das Vaterland IV. Klasse (2007)
- Honorary Fellow der Royal Meteorological Society (2011)
- B.-B.-Golizyn-Preis der RAN (2015)
- Lomonossow-Goldmedaille (2019)